# Lawkland
Lawkland is een civil parish in het bestuurlijke gebied Craven, in het Engelse graafschap North Yorkshire.